# Anomala nepalensis
Anomala nepalensis är en skalbaggsart som beskrevs av Machatschke 1966. Anomala nepalensis ingår i släktet Anomala och familjen Rutelidae. Inga underarter finns listade i Catalogue of Life.